# أفونسو دي كاسترو
أفونسو دي كاسترو هو مجدف وسياسي برازيلي، ولد في 10 ديسمبر 1911 في كامبوس دوس غويتاكازس في البرازيل، وتوفي في 21 أغسطس 1980 في ريو دي جانيرو في البرازيل. نشط حزبياً في الحركة الديمقراطية البرازيلية. وقد انتخب النائب الاتحادي لريو دي جانيرو ‏.

## وصلات خارجية
- أفونسو دي كاسترو على موقع أوليمبيديا (الإنجليزية)